# Gonyleptellus
Gonyleptellus is een geslacht van hooiwagens uit de familie Gonyleptidae.
De wetenschappelijke naam Gonyleptellus is voor het eerst geldig gepubliceerd door Roewer in 1930. 

## Soorten
Gonyleptellus omvat de volgende 2 soorten:
- Gonyleptellus bufoninus
- Gonyleptellus cancellatus